# 마러펠트

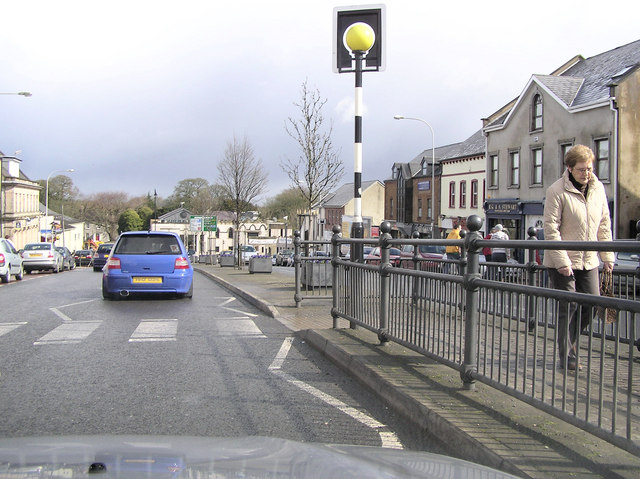

마러펠트(영어: Magherafelt, 아일랜드어: Machaire Fíolta)는 북아일랜드 런던데리주의 도시로 인구는 8,372명(2001년 기준)이다. 벨파스트에서 56km 정도 떨어진 곳에 위치한다.